# Henry Latulippe
Pour l’article homonyme, voir Latulippe.
Henry P. Latulippe (né le 23 avril 1913- mort le 26 octobre 1995 à Sherbrooke) est un industriel, marchand et homme politique fédéral du Québec.

## Biographie
Né à Saint-Victor dans la région de Chaudière-Appalaches, il devint député du Parti Crédit social du Canada dans la circonscription fédérale de Compton—Frontenac en 1962. Réélu sous la bannière du Ralliement créditiste en 1963 et en 1965 et dans Compton en 1968 et en 1972, il fut défait en 1974. Il fut à nouveau défait en dans Mégantic—Compton—Stanstead en 1979 par le libéral Claude Tessier.